# Laura Marx
Laura Marx (Bruxelles, 26 settembre 1845 – Draveil, 25 novembre 1911) era la seconda figlia di Karl Marx e di Jenny von Westphalen.

## Biografia
Militante del partito socialista, nel 1866 si fidanzò con il rivoluzionario, giornalista e scrittore francese Paul Lafargue. Marx, in una lettera a Friedrich Engels del 7 agosto 1866, riferisce del fidanzamento tra i due giovani:
(Karl Marx)
I due si sposarono nel 1868.
Laura Marx tradusse in francese le opere di suo padre ed Engels (Manifeste du parti communiste, 1897; Révolution et contre-révolution en Allemagne, 1900; Religion, philosophie, socialisme, 1901; Contribution à la critique de l'économie politique, 1909), ma anche di Labriola  (Essais sur la conception matérialiste de l'histoire, 1897); tutte traduzioni più volte ristampate .
Morì suicida il 25 novembre 1911 all'età di 66 anni, insieme al marito, iniettandosi dell'acido cianidrico. I loro corpi, cremati, sono sepolti nel cimitero parigino del Père Lachaise, presso il Muro dei Federati.
La corrispondenza tra Laura, il marito ed Engels fu pubblicata la prima volta a Parigi in tre volumi tra il 1956 e il 1959 dalle Éditions sociales.
Una raccolta di lettere inedite di Laura e altri familiari di Marx proveniente dalla collezione di Émile Bottigelli fu pubblicata col titolo Les filles de Karl Marx a Parigi da Albin Michel nel 1979 e tradotta successivamente in più lingue.